# رودخانه کلرو
رودخانه کلرو (به انگلیسی: Clerve) رودخانه‌ای است که در لوکزامبورگ جریان دارد.